# Bois de mâture

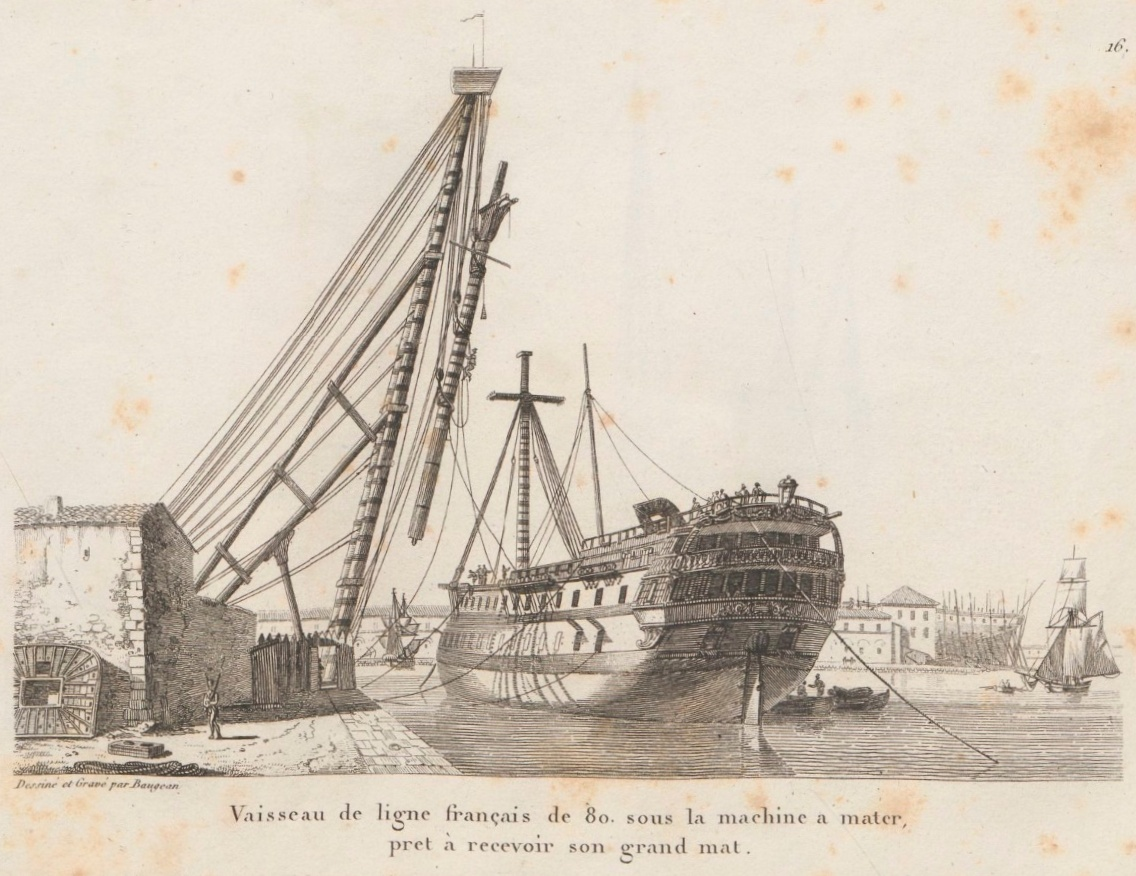
Vaisseau de ligne français de 80 canons sous la machine à mâter

Mât d'assemblage. Autour de plusieurs poutres principales sur toute la longueur du mât (mèches, Шпиндель), plusieurs segments se superposent (фиш).

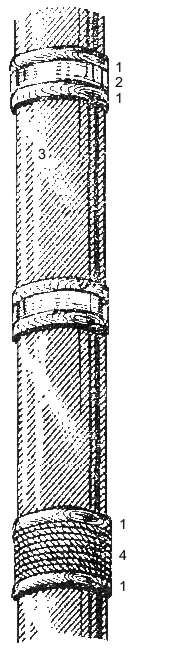
Cerclage des mâts

Le bois de mâture désigne un bois de marine, destiné à confectionner les mâts. La préférence allait aux bois gras venant de Scandinavie ou de Russie, appelés « mâts du nord ». Matériau stratégique, le bois de mâture sera au cœur des politiques commerciales européennes à partir du XVIIe siècle.
Pinus sylvestris, et Pinus strobus sont notablement connus pour avoir produit des mâts de qualité.

## Composition
Sur les petits bâtiments, les mâts sont faits d'une seule pièce, un seul arbre suffisant pour cela. Le corps d'un mât est en général un pin ou un sapin, d'un seul brin donc, c'est-à-dire d'une seule pièce, mais les mâts sur les grands bâtiments, tels que vaisseaux, frégates et grandes corvettes (Morel) , le grand mât, le mât de misaine de presque tous les bâtiments qui excèdent en dimension les brigs de 20 bouches à feu (Duhamel), sont trop forts pour qu'un seul arbre puisse les former, surtout la partie basse des mâts (bas mâts), et l'on y supplée donc par des assemblages.

### Mât d'assemblage
Un mât d'assemblage (en anglais, made mast, ou made yard) est donc formé de plusieurs arbres endentés et liés les uns aux autres, par des moyens particuliers à la marine. On compose les mâts de 3, 4, 5, 7 ou 9 pièces dont plusieurs ont en outre des allonges; c'est sur le diamètre des mâts et la proportion des bois de mâture dont on est pourvu, qu'on règle la quantité de pièces dont chaque mât sera formé. On nomme « mèche » la pièce principale, celle qui occupe le centre en longueur du mât; destinée à former le « ton » ou « tête du mât », elle doit être d'une seule pièce, et se prolonge dans la cale jusqu'à l'« emplanture » du mât au-dessus de la quille, au moyen de longs écarts. 
L'« écart » (scarf ou scarff en anglais qui partage la même étymologie, stuik, lasch en néerlandais), est le lieu de la jonction ou réunion de deux bordages préceintes ou autres pièces de charpente employés dans la construction d'un vaisseau; On dit « écarver » (to scarf) pour réunir deux mâts bout à bout pour n'en faire qu'un; on « écarve » ensemble par les bouts différentes pièces de bois à la suite l'une de l'autre, en les appliquant l'un sur l'autre, ou l'un près de l'autre selon la forme de l'écart. Un écart se définit en termes de longueur et d'adents saillants et sortants qui vont recevoir les adents correspondants des autres pièces. On va « décarver » l’écart de deux pièces de bois, en doublant l'assemblage par une troisième pièce qui les fortifie en les recouvrant.
La mèche est donc liée à d'autres pièces de bois par un système d'entailles, d'adents et d'écarts, dont la combinaison constitue la solidité nécessaire,; sur la mèche on forme des adents saillants et rentrants pour recevoir les adents correspondants des autres pièces qu'on assemble dans la confection arrondie de ce mât. Le plus gros bout de la mèche restant entier fournit le ton (tête du mât) nécessaire au mât; lorsqu'un mât brut n'est pas assez long pour faire une mèche en entier on le joint à un autre par un écart très longs.
Les gros mâts sont les plus composés; les pièces étant réunies, on arrondit les mâts et on en maintient définitivement l'assemblage avec des cerclages chassés à chaud. L'assemblage des vergues principales est, ainsi que celui des mâts, contenu par des cercles de fer qui les ceignent à 3 pieds de distance les uns des autres sur toute la longueur d'un mât, depuis les jottereaux jusqu'au pied, et d'un capelage de vergue à l'autre.

## Mesure
Dans la marine des XVIIe et XVIIIe siècles, palme, utilisée pour mesurer les diamètres des arbres propres à faire les mats, désigne une mesure de 13 lignes du roi (soit ~29,25 mm).

## Provenance

### Bois du Nord

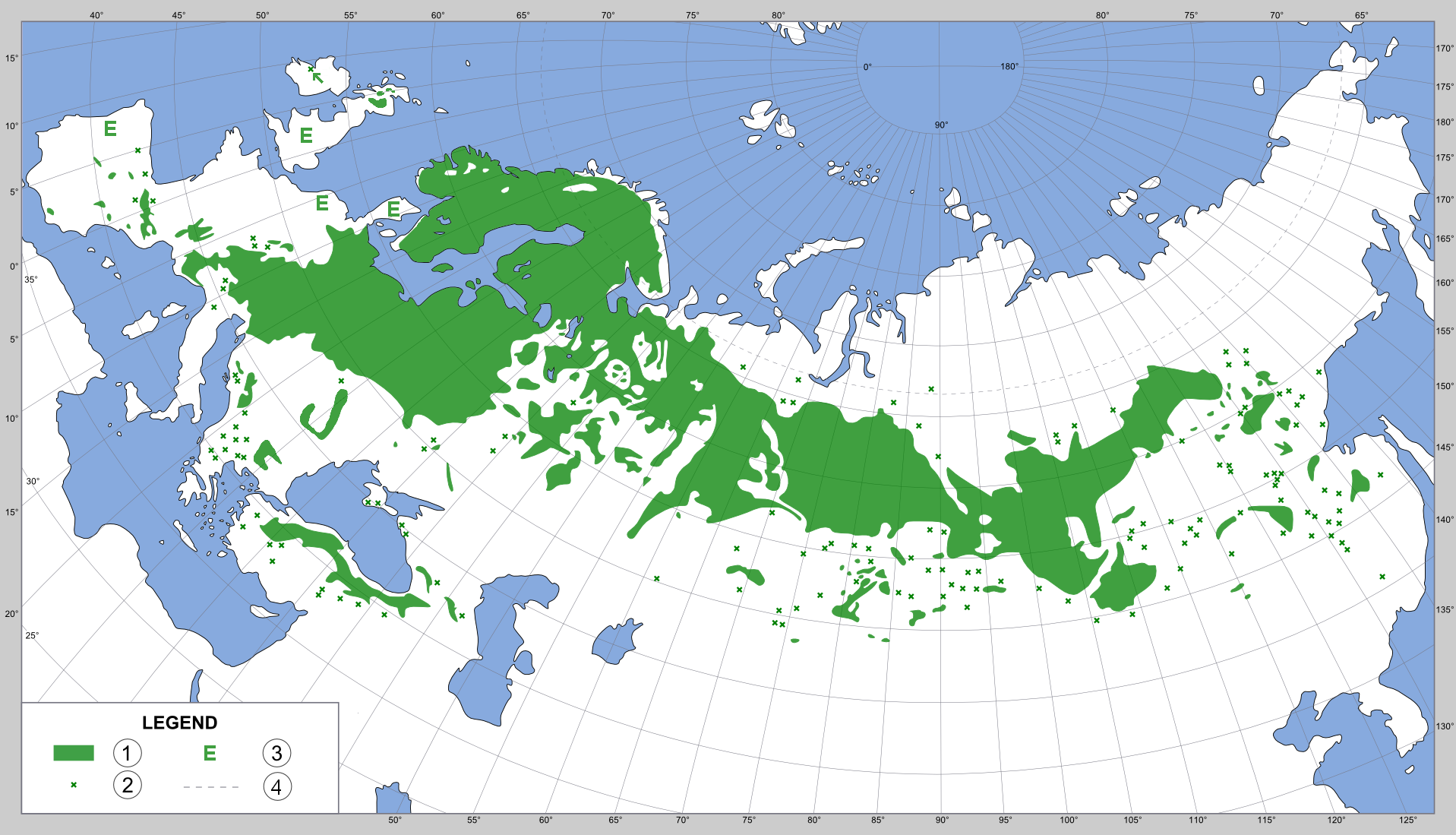
Répartition de Pinus sylvestris

La plupart des États européens étaient pour leurs marines, dépendants de la Suède pour le goudron de pin nécessaire au calfatage des navires, et des États de la Baltique pour leur mâts.
La préférence allait aux bois gras venant de Scandinavie ou de Russie, appelés « mâts du nord ». Les mâts du nord, ont un grain fin et serré, des fibres rapprochées, la substance résineuse est abondante et distribuée par couches régulières, ils ont une longue durée de vie; souvent plus de trente ans. Cette qualité supérieure s'achetait autrefois à Riga. « Les pins qu’on emploie pour la mâture des vaisseaux, ont quelquefois leur bois si chargé de résine, qu’on peut apercevoir la lumière du soleil au travers d’une planche qui aurait près d’un demi-pouce d'épaisseur; et dans les pays abondants en pins, les paysans s'éclairent la nuit avec des copeaux de pin qui brûlent comme des flambeaux. »
Pour qu'un pin ait l'élasticité requise, l'épaisseur moyenne des couches annuelles ne doit guère dépasser un millimètre; c'est celle des Pins de Gävle (provenant de Härnösand et Uppsala) qui sont si propres à la mâture. Si les couches sont plus épaisses, le bois est mou spongieux sans consistance et sans durée; si elles sont plus minces il devient plus lourd et moins élastique. Le froid est la condition atmosphérique essentielle (en hiver la croissance est stoppée) pour atteindre cette croissance réduite. 
Le commerce avec la Baltique et la Russie entrainait les pays du reste de l'Europe dans une balance commerciale défavorable, et mercantilisme oblige, une tendance qu'elle n'aura de cesse de contrer.

### Bassin versant du Rhin
Le bassin versant du Rhin a drainé depuis le XVe siècle, les bois des forêts riveraines, jusqu'à Dordrecht en Hollande, qui par le hasard d'un raz-de-marée en 1421, la relie à la Mer du  Nord, et devient un centre du commerce du bois important à partir de cette époque. Des arbres sont récoltés dans la Forêt-Noire, acheminés vers la rivière par toutes sortes de chemins, puis ils sont transportés par radeau jusqu'à Mannheim, où les Holländer sont attachés liés aux trains de bois de la Holländer Holz-Floßcompagniën. Holländer est en fait le nom qui a été donné en Allemagne au bois tendre droit et long destinés aux mâts et aux pieux de fondations. Au XVIIe siècle, les Pays-Bas dépendent aussi du bois de la Forêt-Noire pour la construction des navires; aussi pour le bois d’œuvre, car depuis le grand incendie d’Amsterdam en 1452, et depuis un règlement de 1521 publié par Charles Quint qui interdit de construire en bois, paradoxalement les maisons en brique en raison de la faible portance des sols, oblige à utiliser des pieux d'une longueur de 18 mètres pour atteindre un premier banc de sable à travers la tourbe fangeuse sur laquelle la ville est édifié; le chiffre symbolique, des 13 659 pieux du Paleis op de Dam était connus de tous Hollandais; les maisons en requéraient quarante.

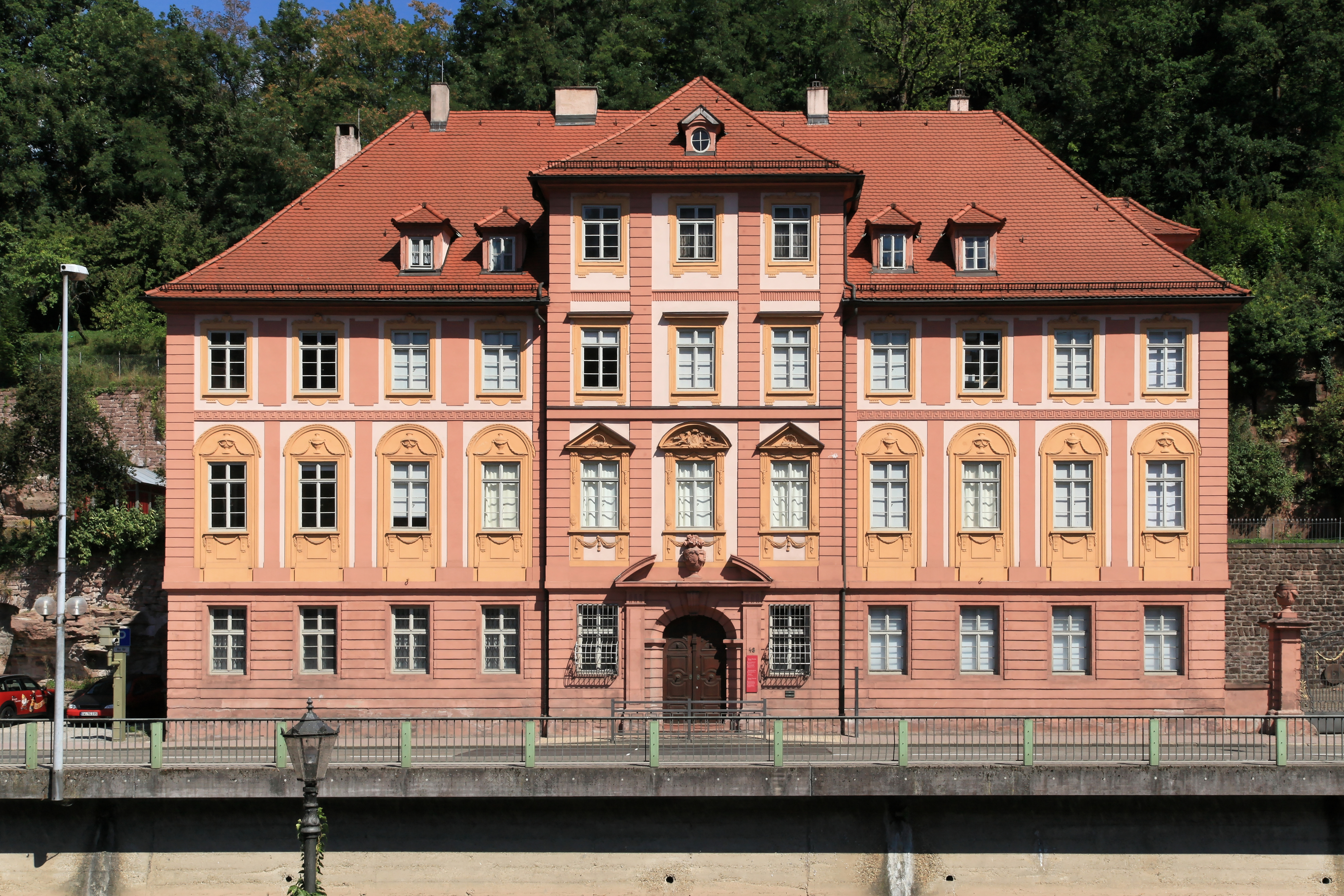
Calw - Palais Vischer

Une autre Floß-Holzhandels-Compagnien était la Calwer ou Wuerttemberger. Elle fit la fortune Johann Martin Vischer II "der Fürsichtige" (1751-1801) dont le Palais Vischer (de) à Calw témoigne de la fortune.

### Bois de mâture des colonies anglaises d'Amérique

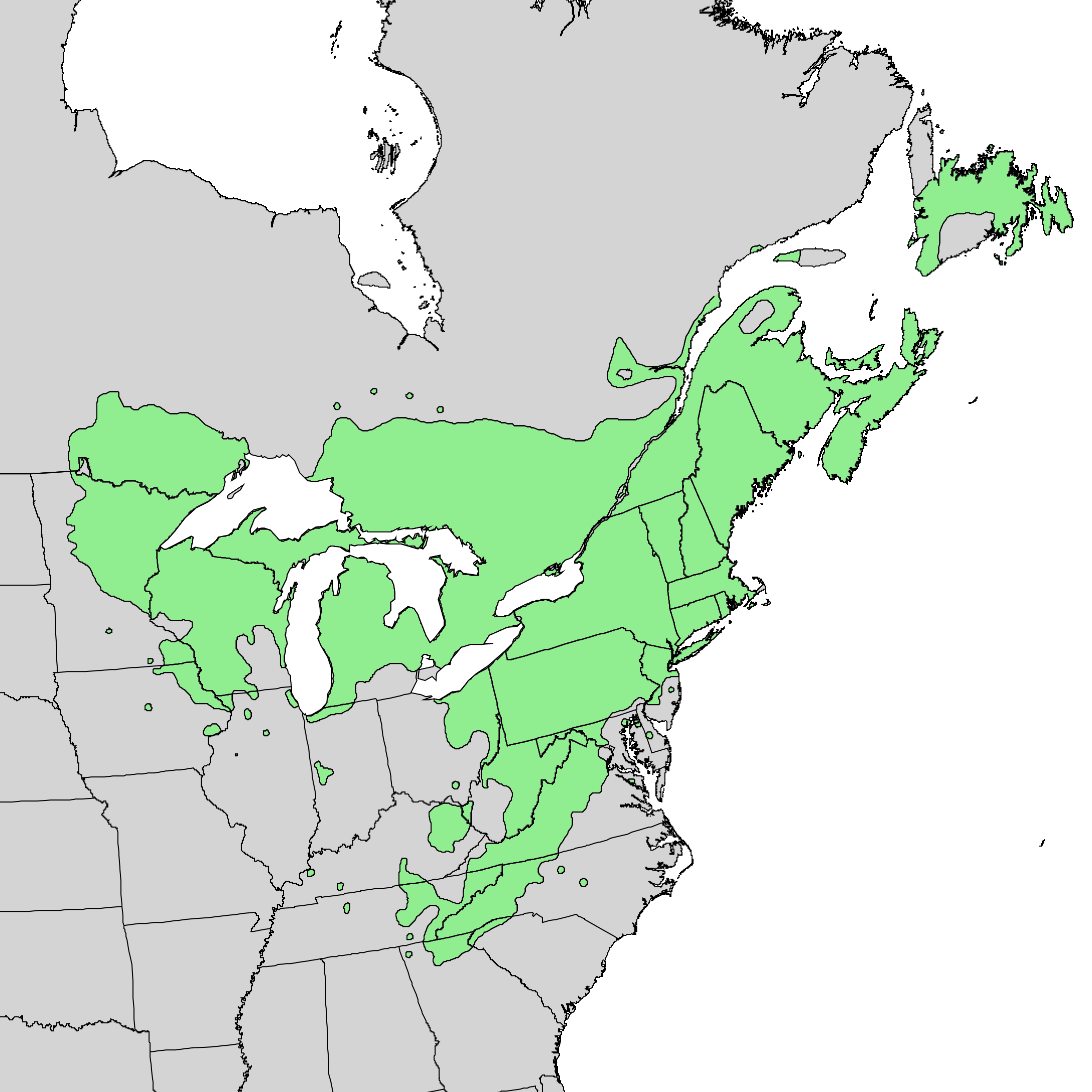
Carte de distribution naturelle de Pinus strobus, le pin blanc ou pin de Weymouth

Les colons ont spéculé dès la première découverte que le pin blanc, grand et rectiligne, formerait un matériau idéal pour la construction navale, en particulier utilisé comme mât pour les grands navires. En 1605, George Weymouth, amène son navire, l'Archangel, dans le port de Pentecost (Maine), près de la rivière Saint-George, et il rapporte – « found notable high timber trees, (that would make) masts for ships of four hundred tons » – avoir trouvé des arbres de grande hauteur remarquables, qui pourraient faire des mâts pour des navires de quatre cents tonnes. Weymouth rapporte en Angleterre des échantillons du pin qui désormais porte en Angleterre son nom. Quatre ans plus tard, la colonie de Jamestown envoyait des pin de mâture vers l'Angleterre. En 1640, la production de mât devint la première industrie majeure de la Nouvelle-Angleterre, exportant vers les ports de construction navale des Caraïbes, d'Angleterre et jusqu'à Madagascar. La coupe accélérée des pin inquiéta le parlement britannique, qui révisa en 1691 la Massachusetts bay charter, incluant une clause de préservation des mâts. Le marquage des arbres en forme de Broad arrow par les inspecteurs du roi était impopulaire dans les colonies et sera l'une des causes de la révolution américaine (Pine Tree Riot).
Votées à partir de 1651 par le parlement anglais, pendant le mandat de Cromwell, les Navigation Acts, séries de lois protectionnistes accentue la pression fiscale, et réservent aux marins britanniques le monopole du commerce des colonies avec la métropole, en excluant les navires étrangers des ports. Cette prohibition qui oblige les colonies à n'exporter ses produits (bois, munitions de marines) que vers la Grande-Bretagne seule eut pour conséquence de faire baisser dans les colonies, le prix du bois de marine, et par conséquent d'augmenter les dépenses du défrichement des terres, le principal obstacle à leur mise en valeur. Cet état de fait dure jusque dans les années 1700.
La plupart des États européens sont alors dépendants de l'Empire suédois pour le goudron de pin nécessaire au calfatage des navires et des États du Nord (autour de la mer Baltique) pour leur mâts, ce qui se traduit en Angleterre, par une balance commerciale défavorable par rapport aux États de la Baltique. Pendant la coïncidence de la Grande guerre du Nord (1700-1721) et la Guerre de Succession d'Espagne (1701-1714), la Suède décida d'une politique mercantile agressive visant à imposer la Norrländska tjärhandelskompaniet comme seule compagnie pour le commerce de goudron, et surtout selon les conditions financières de la couronne suédoise; ce qui décida l'Angleterre, par des primes à l'importation (bounties), à favoriser le commerce avec ses colonies.
L'Amérique du Nord devient à partir du début XVIIIe siècle, le principal fournisseur de goudron de l'Angleterre, mais elle fournit également celle-ci en mâts et gréements. Le Navy Board charge un certain Francis Collins de l'acheminement vers la Métropole de trois navires chargés de mâts chaque année.
La guerre d'indépendance américaine, en interrompant le commerce entre l'Angleterre et l'Amérique du Nord, a rétabli la difficulté antérieure concernant l'approvisionnement en goudron et en mât.

### Bois de France
Jean-Baptiste Colbert ne croyait pas que l'on dut donner une entière exclusion aux mâts du royaume, quoiqu'il s'y trouvât des défauts, et il pensait qu'il fallait les mêler avec ceux du Nord. Il trouva les mâts du Nord venant par l'Elbe extrêmement pesants, et préféra ceux qui viennent de Norvège par Göteborg, ou de Livonie par Riga et Dantzig. Quant aux bois de construction, il porta toujours sa préférence aux bois du royaume plutôt que ceux du Nord, aussi parce qu'il les croyait meilleurs; il en fit toutefois venir de l'étranger, pour ménager ceux de France, dont il voulait avoir toujours une grande provision en magasin. Il faisait arrêter pour le roi tous les bois qui arrivaient dans les ports, en les payant à un prix raisonnable, et n'en permettait pas la sortie du royaume, croyant plus convenable de les prendre tous pour le roi, même sans nécessité, que de les laisser passer à l'étranger, sauf à les vendre ensuite aux marchands français pour la construction de leurs vaisseaux.
Du Massif du Jura, des sapins pectinés sont acheminés jusqu'à la Loue:

« Ces beaux sapins, les plus grands arbres de France, valent aujourd’hui au moins 35 francs le mètre cube en grume et sur pied. Avant de les abattre, on les élague pour éviter autant que possible de les briser par la chute et de dégrader les jeunes arbres qui les entourent. L’élagueur en coupe même le cimeau. Il se hâte, au moment où celui-ci se détache, d’embrasser fortement la tige, car il va se trouver balancé dans l’espace, en haut de son sapin, à 30 ou 40 mètres du sol. L’impulsion est telle qu’il n’y résiste pas toujours et peut lâcher prise ; mais ces accidens sont rares. L’arbre abattu donne une pièce, équarrie à quatre pans, où un rondin, simplement écorcé et dégrossi à la patte. Ces grands bois descendent au bas pays, portés sur quatre roués et traînés par deux paires de bœufs. Il faut aussi deux charretiers pour conduire : l’un dirige l’attelage et l’autre manœuvre le train d’arrière dans les tournans. Le passage en certains coudes, et surtout dans les villes, aux angles des rues par exemple, est toujours difficile. Trop longs pour être transportés sur wagons, ces sapins descendent donc, par les belles routes du Jura, traversant Besançon, Salins, les villes situées au pied du grand escarpement de la montagne. Le principal port d’embarquement se trouve sur la Loue à Chamblay ; de là le nom de bois de Chamblay donné dans les ports aux sapins du Jura. Les pièces sont employées pour les constructions, la batellerie, la marine ; les rondins font surtout des mâts de grandes dimensions. »

### Bois de Nouvelle-France
Jean-Baptiste Colbert regardait comme un grand avantage pour la marine de France et pour le commerce de tirer les bois du Canada, d'où il jugeait aussi facile d'en faire venir que de Königsberg et de Riga.

### Bois d'Espagne
Juan de Goyeneche établit l'approvisionnement de la marine espagnole en bois des Pyrénées, via l'Èbre jusqu'à Tortosa. Attachés les uns aux autres on forme des radeaux ou « almadía » des grumes jetés dans la rivière. Trois fabriques sont implantées au cœur des Pyrénées: dans les monts de Laspuña acheminés jusqu'aux rive du Cinca jusqu'à l'Èbre; dans le Valle de Echo et dans la Forêt de Oza, les bois sont acheminés jusqu'à l'Aragon puis à l'Èbre; dans la vallée de Roncal et Valle de Belagua via l'Aragon ils sont acheminés jusqu'à l'Èbre. Des fabriques de poix et de goudron, indispensables au transport maritime, sont également implantées dans plusieurs régions du royaume d'Aragon et de Catalogne, et en particulier dans les montagnes de Tortosa, où, en raison de la grande quantité de pins, la fabrique peut être agrandie pour n'importe quelle quantité nécessaire. De Tortosa les bois sont acheminés vers les arsenaux du Royaume,.

## Conservation et entretien des mâts
« C’est de l'abondance et de la bonne qualité de sa résine, que dépend dans les bois du Nord, la perfection des bois qu’on destine aux mâtures ». La résine de pin est naturellement anti-fongique. Contenant des polyphénols elle a un pouvoir répulsif. L'élasticité des mâts dépendait en outre de la quantité de résine que contiennent les troncs.
La résine est-elle souple? les mâts sont élastiques, et de plus elle répand une odeur pénétrante qui écarte les ravageurs qui moulinent et piquent le bois. Cette résine est-elle sèche? ce n’est plus un corps liant; c’est une substance friable qui se réduit aisément en poussière; et alors ayant peu d'odeur, les insectes lignivores « sauront se nourrir de la partie ligneuse qui est naturellement assez tendre, et les mâts seront vermoulus ». Il suit de ce que nous venons de dire, que la parfaite conservation des mâts se réduit à les garantir d’être vermoulus, et à conserver leur élasticité. Il est naturel de penser qu'on pourrait remplir ces deux objets en couvrant les mâts de bitume, ou de quelque graisse; en un mot d'une espèce de vernis qui empêcherait que les scarabées, qui produisent les petits vers dont nous parlons, ne puissent déposer leurs œufs sur la superficie des mâts, et qui en même temps formât un obstacle à l’évaporation de l’humidité, et au dessèchement de la résine.
C’est bien aussi ce qu’on pratique pour conserver les mâts qui sont travaillés: car comme la superficie des bois qui séjournent longtemps dans l’eau, est toujours un peu endommagée, on serait obligé de les réparer lorsqu’on viendrait à les tirer de l’eau, et l’on perdrait de leur grosseur. D’ailleurs comme la plupart des mâts travaillés sont de plusieurs pièces très-exactement assemblées, l'eau qui gonflerait ces différentes parties pourrait les faire éclater, ou elles se déjetteraient, et les assemblages ne seraient plus exacts. On a donc coutume de démâter les vaisseaux qui désarment; et excepté les trois mâts majeurs, les autres sont mis en chantier sous des halles qui les défendent des injures du temps, et on les enduit d'un mélange de goudron et de graisse qu’on fait fondre ensemble, ou on les couvre de suif. On a même la précaution, dans les campagnes des pays chauds, de frotter les mâts de temps en temps avec quelque substance grasse. Malgré ces précautions, les mâts se dessèchent; ils deviennent cassants; quelquefois ils sont attaqués par les vers.

## Stockage des grumes
Dans les arsenaux, il existe plusieurs modes distincts de stockage des bois: 
- Enfouissement dans le sable ;
- immersion dans l'eau saumâtre avec ou sans superposition de vase, enclavation dans les « fosses aux mâts »
- stockage sous des hangars.

Les mâts de pin du Canada, de même que ceux de Riga, sont conservés à Cherbourg dans le sable vaseux de la retenue du port du Commerce, où il y a un mélange d'eau douce et d'eau salée, et dans le sable de la plage des Miellés, que la mer couvre et découvre à chaque marée.

## Raréfaction des bois destinés à faire les mâts
Cette qualité fait place à une qualité inférieure que l'on y désigne à Brest sous le nom de bois de Pologne; dont le grain est très gros, les pores ouverts, contenant peu de sève, le bois blanc ; souvent ils ont été saignés pour en extraire la résine, ce qui les rend cassants; ces mâts, qui ont beaucoup d'autres défauts, sont bien inférieurs aux anciens mâts du nord.
Début XIXe siècle, les mâts de fortes dimensions deviennent très-rares dans le nord, et il devient impossible d'obtenir des ports de la Baltique, des assortiments satisfaisants. La marine royale anglaise puis celle française se voient contraintes, de recevoir des mâts de fortes dimensions d'une qualité bien inférieure à celle des mâts que toutes les marines avaient employés jusqu'alors. Cherbourg (Cherbourg-Octeville en 2000, puis Cherbourg-en-Cotentin depuis janvier 2016) a commencé à recevoir des pins du Canada, de faibles dimensions, en 1812, par des envois du port de Dunkerque; puis en 1818 et successivement, par des arrivages directs. Lorsque des achats de mâts de pin jaune du Canada ont été faits pour le service de la marine française, c'était avec la parfaite certitude qu'en Angleterre ils étaient réputés n'avoir que moitié de la durée des mâts de pin de Riga. Le prix des mâts du Canada n'étant à peu près que la moitié de celui des mâts du nord, il y avait compensation eu égard à la moindre durée.